# Le Genest-Saint-Isle
Le Genest-Saint-Isle – miejscowość i gmina we Francji, w regionie Kraj Loary, w departamencie Mayenne.
Według danych na rok 1990 gminę zamieszkiwało 1877 osób, a gęstość zaludnienia wynosiła 101 osób/km² (wśród 1504 gmin Kraju Loary Le Genest-Saint-Isle plasuje się na 320. miejscu pod względem liczby ludności, natomiast pod względem powierzchni na miejscu 611.).